# Spiraphonus
Spiraphonus is een geslacht van rechtvleugeligen uit de familie krekels (Gryllidae). De wetenschappelijke naam van dit geslacht is voor het eerst geldig gepubliceerd in 2010 door Gorochov.

## Soorten
Het geslacht Spiraphonus omvat de volgende soorten:
- Spiraphonus asymmetricus Gorochov, 2010
- Spiraphonus deceptor Chopard, 1956
- Spiraphonus dissimilis Chopard, 1956
- Spiraphonus spiralis Gorochov, 2010